# Sweet Home (Oregon)
Sweet Home è una città degli Stati Uniti d'America situata nell'Oregon, nella Contea di Linn.